# Luis Alemany Indarte
Luis Alemany Indarte era um arquitecto espanhol. Algumas das obras onde esteve presente foi no estádio de futebol do Real Madrid, o estádio Santiago Bernabéu, e a Torre Windsor. Irmão do também arquitecto Rafael Alemany Indarte.